# Johan Andersson (biskop)
Johan Andersson, född 29 september 1820 i Ödestugu socken, död 14 juni 1894 i Östrabo biskopsgård, var en svensk biskop och översättare.

## Biografi
Andersson började sina studier 1838 i Lund och blev filosofie magister 1844. Därefter studerade han vid Berlins universitet 1845–1846. 1846 blev han lärare i levande språk vid Växjö gymnasium samt 1849 lektor i filosofi och 1853 rektor på gymnasiet. På uppdrag från staten studerade han 1861 det danska och tyska undervisningsväsendet.
Han prästvigdes 1857 efter avlagd präst- och pastoralexamen. År 1862 blev han kyrkoherde i Gränna stadsförsamling och vid kyrkomötena 1868, 1873 och 1878 var han prästerligt ombud för sitt stift. Han blev kontraktsprost 1873 och presiderade vid prästmötet i Växjö 1874 samt blev teologie doktor 1877. År 1879 blev han biskop i Växjö stift efter Henrik Gustaf Hultman.
Andersson gjorde sig tidigt känd som tillfällighetsdiktare och gav 1853 ut Goethes Faust i svensk översättning, vilken som den första i sitt slag, väckte stor uppmärksamhet. Han översatte även skådespelen Götz von Berlichingen (1854), Stella (1854), Syskonen (1855), Clavigo (1855), och Egmont (1855).
Andersson blev ledamot av Nordstjärneorden 1863, kommendör av första klassen av samma orden 1880 och kommendör med stora korset 1889.
Andersson var son till kyrkoherden i Åker i Växjö stift Andreas Andersson och Eva Sofia Svalander. Han gifte sig 1850 med Elisabeth (Elise) Lindfors. Johan Andersson var bror till skalden och akademiledamoten Anders Anderson och far till skolmannen Hilding Andersson samt till konstnären Siri Ekedahl, och därmed morfar till juristen Lisa Ekedahl.